# Eleição municipal de Rio Branco em 2004
A eleição municipal de Rio Branco em 2004 ocorreu em 3 de outubro de 2004 (primeiro turno).
A campanha eleitoral contou com a participação de 3 candidatos a prefeito. O prefeito em exercício, Isnard Leite, do PP, apesar de apto, não concorreu a reeleição. O primeiro turno foi realizado em 03 de outubro de 2004. Raimundo Angelim, candidato pelo PT, foi eleito com 69.732 votos (49,5% dos votos válidos), seguido de Márcio Bittar, do PPS, que obteve 58.789 votos (41,73%).
Na Câmara dos Vereadores, 157 candidatos concorreram ao pleito e 14 foram eleitos. Os partidos que conquistaram o maior número de assentos foram PPS e PCdoB, com 3 assentos cada. Dr. George foi o candidato mais votado, recebendo 3.321 votos (2,65% dos votos validos). Os candidatos eleitos tomaram posse em 1 de janeiro de 2005 para exercerem um mandato de quatro anos.

## Candidatos a prefeitura
| Nº      | Prefeito(a)  | Prefeito(a)                                   | Prefeito(a)       | Vice-prefeito(a) | Vice-prefeito(a) | Vice-prefeito(a)                                   | Vice-prefeito(a)  | Coligação Partido(s)                                             |
| Nº      | Candidato(a) | Candidato(a)                                  | Partido Federação | Candidato(a)     | Candidato(a)     | Candidato(a)                                       | Partido Federação | Coligação Partido(s)                                             |
| ------- | ------------ | --------------------------------------------- | ----------------- | ---------------- | ---------------- | -------------------------------------------------- | ----------------- | ---------------------------------------------------------------- |
| 11      |              | José Bestene Jose Raimundo Barroso Bestene    | PP                |                  |                  | Humberto Hadad Humberto Jose Soares Hadad          | PP                | Frente Alternativa PP PTB PSL                                    |
| 13      |              | Raimundo Angelim Raimundo Angelim Vasconcelos | PT                |                  |                  | Eduardo Farias Francisco Eduardo Saraiva De Farias | PCdoB             | Frente Popular de Rio Branco PT PSDC PRTB PMN PSB PV PCdoB PTdoB |
| 23      |              | Márcio Bittar Márcio Miguel Bittar            | PPS               |                  |                  | Maria Alice Maria Alice Melo De Araújo             | PMDB              | Muda Rio Branco PPS PMDB PDT PSDB PFL PTN PSC PL                 |
| Fontes: |              |                                               |                   |                  |                  |                                                    |                   |                                                                  |

## Candidatos à vereança
| Coligação                                       | Partido | Partido | Candidaturas |
| ----------------------------------------------- | ------- | ------- | ------------ |
| Frente Popular de Rio Branco (28 candidatos)    |         | PT      | 17           |
| Frente Popular de Rio Branco (28 candidatos)    |         | PMN     | 7            |
| Frente Popular de Rio Branco (28 candidatos)    |         | PCdoB   | 4            |
| Muda Rio Branco (27 candidatos)                 |         | PPS     | 18           |
| Muda Rio Branco (27 candidatos)                 |         | PMDB    | 9            |
| Frente Social Verde (23 candidatos)             |         | PSDC    | 21           |
| Frente Social Verde (23 candidatos)             |         | PV      | 2            |
| Frente Social Trabalhista - FST (22 candidatos) |         | PSB     | 18           |
| Frente Social Trabalhista - FST (22 candidatos) |         | PTdoB   | 3            |
| Frente Social Trabalhista - FST (22 candidatos) |         | PRTB    | 1            |
| Avança Rio Branco (21 candidatos)               |         | PFL     | 9            |
| Avança Rio Branco (21 candidatos)               |         | PSDB    | 7            |
| Avança Rio Branco (21 candidatos)               |         | PDT     | 4            |
| Avança Rio Branco (21 candidatos)               |         | PTN     | 1            |
| Frente Alternativa (18 candidatos)              |         | PP      | 11           |
| Frente Alternativa (18 candidatos)              |         | PTB     | 5            |
| Frente Alternativa (18 candidatos)              |         | PSL     | 2            |
| Movimento Social Liberal - MSL (18 candidatos)  |         | PL      | 17           |
| Movimento Social Liberal - MSL (18 candidatos)  |         | PSC     | 1            |
| Fontes:                                         |         |         |              |

## Resultado da eleição

### Prefeito
| 1º Turno 31 de outubro de 2004 | 1º Turno 31 de outubro de 2004 | 1º Turno 31 de outubro de 2004 | 1º Turno 31 de outubro de 2004 |
| Candidato(a)                   | Vice                           | Votação                        | Votação                        |
| Candidato(a)                   | Vice                           | Total                          | Porcentagem                    |
| ------------------------------ | ------------------------------ | ------------------------------ | ------------------------------ |
| Raimundo Angelim (PT)          | Eduardo Farias (PCdoB)         | 69.732                         | 49,50%                         |
| Márcio Bittar (PPS)            | Maria Alice (PMDB)             | 58.789                         | 41,73%                         |
| José Bestene (PP)              | Humberto Hadad (PP)            | 12.356                         | 8,77%                          |
| Total de votos válidos         | Total de votos válidos         | 140.877                        | 100,00%                        |
| Votos apurados                 |                                |                                |                                |
| Votos válidos                  | Votos válidos                  | 140.877                        | 93,66%                         |
| Votos em branco                | Votos em branco                | 1.727                          | 1,15%                          |
| Votos nulos                    | Votos nulos                    | 7.804                          | 5,19%                          |
| Total de votos apurados        | Total de votos apurados        | 150.408                        | 100,00%                        |
| Eleitores                      |                                |                                |                                |
| Comparecimento                 | Comparecimento                 | 150.408                        | 83,62%                         |
| Abstenções                     | Abstenções                     | 29.457                         | 16,38%                         |
| Total de eleitores             | Total de eleitores             | 179.865                        | 100,00%                        |

### Composição da Câmara Municipal
|                          |                          |                 |                 |          |
| Nº                       | Partido                  | Votos populares | Votos populares | Assentos |
| Nº                       | Partido                  | Votos           | %               | Assentos |
| 23                       | PPS                      | 21.198          | 14,58%          | 3        |
| 65                       | PCdoB                    | 6.876           | 4,73%           | 3        |
| 27                       | PSDC                     | 21.857          | 15,03%          | 2        |
| 40                       | PSB                      | 14.612          | 10,05%          | 2        |
| 13                       | PT                       | 24.020          | 16,52%          | 1        |
| 22                       | PL                       | 14.287          | 9,83%           | 1        |
| 33                       | PMN                      | 8.002           | 5,5%            | 1        |
| 45                       | PSDB                     | 7.362           | 5,06%           | 1        |
| 11                       | PP                       | 6.844           | 4,71%           | 0        |
| 15                       | PMDB                     | 6.555           | 4,51%           | 0        |
| 25                       | PFL                      | 4.867           | 3,35%           | 0        |
| 70                       | PTdoB                    | 2.478           | 1,7%            | 0        |
| 12                       | PDT                      | 2.435           | 1,67%           | 0        |
| 43                       | PV                       | 1.451           | 1%              | 0        |
| 17                       | PSL                      | 987             | 0,68%           | 0        |
| 14                       | PTB                      | 695             | 0,48%           | 0        |
| 19                       | PTN                      | 532             | 0,37%           | 0        |
| 20                       | PSC                      | 237             | 0,16%           | 0        |
| 28                       | PRTB                     | 87              | 0,06%           | 0        |
| Total de votos válidos   | Total de votos válidos   | 145.382         | 145.382         | 14       |
| Votos apurados           |                          |                 |                 | 14       |
| Total de votos válidos   | Total de votos válidos   | 145.382         | 96,66%          | 14       |
| Votos em branco          | Votos em branco          | 2.320           | 1,54%           | 14       |
| Votos nulos              | Votos nulos              | 2.706           | 1,8%            | 14       |
| Total de votos apurados  | Total de votos apurados  | 150.408         | 150.408         | 14       |
| Eleitores                |                          |                 |                 | 14       |
| Comparecimentos          | Comparecimentos          | 150.408         | 83,62%          | 14       |
| Abstenções               | Abstenções               | 29.457          | 16,38%          | 14       |
| Total de eleitores aptos | Total de eleitores aptos | 179.865         | 179.865         | 14       |
| Fontes:                  |                          |                 |                 |          |

### Vereadores eleitos
| Candidato(a) | Candidato(a)    | Partido | Votos | Votos       | Cidade de origem | Unidade federativa/País |
| Candidato(a) | Candidato(a)    | Partido | Total | Percentagem | Cidade de origem | Unidade federativa/País |
| ------------ | --------------- | ------- | ----- | ----------- | ---------------- | ----------------------- |
|              | Dr. George      | PSDB    | 3.321 | 2,65%       | Rio Branco       | Acre                    |
|              | Maria Antonia   | PT      | 2.917 | 2,33%       | Rio Branco       | Acre                    |
|              | Bete Pinheiro   | PPS     | 2.741 | 2,19%       | Rio Branco       | Acre                    |
|              | Pedrinho        | PMN     | 2.581 | 2,06%       | Rio Branco       | Acre                    |
|              | Asterio Moreira | PSDC    | 2.499 | 2%          | Brasiléia        | Acre                    |
|              | Rodrigo Pinto   | PL      | 2.493 | 1,99%       | Fortaleza        | Ceará                   |
|              | Márcio Batista  | PCdoB   | 2.342 | 1,87%       | Manaus           | Amazonas                |
|              | Juracy          | PSDC    | 2.147 | 1,71%       | Tarauacá         | Acre                    |
|              | Dr. Donald      | PPS     | 2.112 | 1,69%       | Rio Branco       | Acre                    |
|              | Luiz Anute      | PPS     | 2.028 | 1,62%       | Sena Madureira   | Acre                    |
|              | Jessé           | PSB     | 1.961 | 1,57%       | Rio Branco       | Acre                    |
|              | Pascal          | PCdoB   | 1.950 | 1,56%       | São Paulo        | São Paulo               |
|              | Ariane Cadaxo   | PCdoB   | 1.874 | 1,5%        | Rio Branco       | Acre                    |
|              | Pastor Jonas    | PSB     | 1.750 | 1,4%        | Manaus           | Amazonas                |
| Fontes:      |                 |         |       |             |                  |                         |